# الدوري المكسيكي الممتاز 1975-76
الدوري المكسيكي الممتاز 1975-76 (بالإسبانية: Primera División de México 1975-76)‏ هو موسم من الدوري المكسيكي الممتاز. كان عدد الأندية المشاركة فيه 20، وفاز فيه نادي أمريكا.